# Purdiaea
Purdiaea ist eine Pflanzengattung in der Familie der Scheinellergewächse (Clethraceae). Die etwa 14 Arten sind in der Neotropis verbreitet.

## Beschreibung

### Vegetative Merkmale
Die Purdiaea-Arten sind Bäume oder Sträucher. Die wechselständigen Laubblätter sind einfach (ungeteilt).

### Generative Merkmale
Die endständigen Blütenstände sind halbaufrecht bis hängend.
Die zwittrigen Blüten sind radiärsymmetrisch und fünfzählig mit doppelter Blütenhülle (Perianth). Es sind fünf Kelchblätter vorhanden. Die fünf Kronblätter sind rosafarben bis violett. Es sind zwei Kreise mit je fünf Staubblättern vorhanden. Der oberständige Fruchtknoten besitzt fünf Kammern mit jeweils einer Samenanlage.
Die Früchte enthalten ein bis fünf Samen.

## Systematik und Verbreitung
Die Gattung Purdiaea wurde von Jules Émile Planchon 1846 in London Journal of Botany, Band 5, S. 250, Tafel 9 aufgestellt. Der Gattungsname Purdiaea ehrt den schottischen Botaniker William Purdie (1817–1857).
Früher war sie in die Familie der Cyrillaceae gestellt worden; nach phylogenetischen Erkenntnissen über die nähere Verwandtschaft mit der Gattung der Zimterlen (Clethra) wurde sie jedoch in die Familie der Scheinellergewächse (Clethraceae) umplatziert.
In der Gattung Purdiaea gibt es etwa 14 Arten, von denen allein zwölf auf Kuba endemisch vorkommen. Zwei weitere Arten sind in Südamerika heimisch, eine Art ist in Zentralamerika (Belize, Guatemala und Panama) heimisch.
Hier die Auflistung der kubanischen Arten gemäß R. Berazaín Iturralde und die beiden weiteren Arten:
- Purdiaea belizensis (A.C.Sm. & Standl.) J.L.Thomas (Syn.: Schizocardia belizensis A.C.Sm. & Standl.): Sie kommt in Guatemala, Honduras, Belize und Panama vor.[3]
- Purdiaea bissei Berazaín: Dieser Endemit kommt nur im östlichen Kuba in der Sierra de Moa vor.[2]
- Purdiaea cubensis (A.Rich.) Urb. – Endemisch auf Kuba.
- Purdiaea ekmanii Vict. – Endemisch auf Kuba.
- Purdiaea maestrensis Borhidi & Catasús – Endemisch auf Kuba.
- Purdiaea microphylla Britton & P.Wilson – Endemisch auf Kuba.
- Purdiaea moaensis Vict. – Endemisch auf Kuba.
- Purdiaea nipensis Vict. – Endemisch auf Kuba. Es gibt zwei Varietäten.
- Purdiaea nutans Planch.: Sie kommt in Kolumbien, Ecuador, Peru und Venezuela vor.[3]
- Purdiaea ophiticola Vict. – Endemisch auf Kuba.
- Purdiaea parvifolia (Vict.) J.L.Thomas – Endemisch auf Kuba.
- Purdiaea shaferi Britton & P.Wilson – Endemisch auf Kuba.
- Purdiaea stenopetala Griseb. – Endemisch auf Kuba.
- Purdiaea velutina Britton & P.Wilson – Endemisch auf Kuba.